# Avord
Avord és un municipi francès, situat al departament de Cher i a la regió de Centre – Vall del Loira. L'any 2007 tenia 2.602 habitants.

## Demografia

### Població
El 2007 la població de fet d'Avord era de 2.602 persones. Hi havia 915 famílies, de les quals 281 eren unipersonals (125 homes vivint sols i 156 dones vivint soles), 207 parelles sense fills, 326 parelles amb fills i 101 famílies monoparentals amb fills.
La població ha evolucionat segons el següent gràfic:
Habitants censats

### Habitatges
El 2007 hi havia 978 habitatges, 916 eren l'habitatge principal de la família, 17 eren segones residències i 45 estaven desocupats. 800 eren cases i 177 eren apartaments. Dels 916 habitatges principals, 258 estaven ocupats pels seus propietaris, 622 estaven llogats i ocupats pels llogaters i 36 estaven cedits a títol gratuït; 4 tenien una cambra, 77 en tenien dues, 198 en tenien tres, 346 en tenien quatre i 290 en tenien cinc o més. 713 habitatges disposaven pel capbaix d'una plaça de pàrquing. A 484 habitatges hi havia un automòbil i a 320 n'hi havia dos o més.

### Piràmide de població
La piràmide de població per edats i sexe el 2009 era:
| Homes | Edats   | Dones |
| ----- | ------- | ----- |
| 0     | 95 o +  | 0     |
| 0     | 90 a 94 | 4     |
| 4     | 85 a 89 | 4     |
| 0     | 80 a 84 | 4     |
| 24    | 75 a 79 | 32    |
| 16    | 70 a 74 | 52    |
| 32    | 65 a 69 | 20    |
| 20    | 60 a 64 | 32    |
| 20    | 55 a 59 | 52    |
| 40    | 50 a 54 | 44    |
| 88    | 45 a 49 | 92    |
| 100   | 40 a 44 | 88    |
| 104   | 35 a 39 | 100   |
| 124   | 30 a 34 | 116   |
| 148   | 25 a 29 | 120   |
| 64    | 20 a 24 | 28    |
| 104   | 15 a 19 | 92    |
| 116   | 10 a 14 | 80    |
| 96    | 5 a 9   | 104   |
| 96    | 0 a 4   | 64    |

## Economia
El 2007 la població en edat de treballar era de 1.820 persones, 1.440 eren actives i 380 eren inactives. De les 1.440 persones actives 1.321 estaven ocupades (876 homes i 445 dones) i 120 estaven aturades (45 homes i 75 dones). De les 380 persones inactives 77 estaven jubilades, 117 estaven estudiant i 186 estaven classificades com a «altres inactius».

### Ingressos
El 2009 a Avord hi havia 914 unitats fiscals que integraven 2.172 persones, la mediana anual d'ingressos fiscals per persona era de 15.019 €.

### Activitats econòmiques
Dels 75 establiments que hi havia el 2007, 1 era d'una empresa extractiva, 3 d'empreses alimentàries, 1 d'una empresa de fabricació de material elèctric, 4 d'empreses de fabricació d'altres productes industrials, 9 d'empreses de construcció, 17 d'empreses de comerç i reparació d'automòbils, 4 d'empreses de transport, 4 d'empreses d'hostatgeria i restauració, 4 d'empreses financeres, 4 d'empreses immobiliàries, 3 d'empreses de serveis, 12 d'entitats de l'administració pública i 9 d'empreses classificades com a «altres activitats de serveis».
Dels 25 establiments de servei als particulars que hi havia el 2009, 1 era una oficina de correu, 1 una oficina bancària, 1 funerària, 5 tallers de reparació d'automòbils i de material agrícola, 1 taller d'inspecció tècnica de vehicles, 1 paleta, 3 guixaires pintors, 2 fusteries, 1 lampisteria, 1 electricista, 3 perruqueries, 2 restaurants, 1 agència immobiliària i 2 salons de bellesa.
Dels 7 establiments comercials que hi havia el 2009, 1 era un hipermercat, 2 fleques, 2 carnisseries, 1 una peixateria i 1 una joieria.
L'any 2000 a Avord hi havia 6 explotacions agrícoles.

## Equipaments sanitaris i escolars
L'únic equipament sanitari que hi havia el 2009 era una farmàcia.
El 2009 hi havia 1 escola maternal i 1 escola elemental. Avord disposava d'un col·legi d'educació secundària amb 369 alumnes.

## Poblacions més properes
El següent diagrama mostra les poblacions més properes.